# 웨스 크레이븐
웨스 크레이븐(Wesley Earl "Wes" Craven, 1939년 8월 2일 ~ 2015년 8월 30일)은 미국의 영화 감독, 각본가, 제작자, 배우이다. '호러물의 거장'으로 인정받으며, 새로운 장르를 개척하였다.

## 삶
오하이오주 클리브랜드에서 태어나, 문학과 심리학을 공부하고, 인문학 및 연극 연출 교수 생활을 하였다. 1960년대 말 뉴욕으로 이주하여, 제작회사에 입사하였다. 처음에는 다큐멘터리 팀을 감독하다가, 제작 조교가 되었고, 편집 기술을 익혔다.

## 죽음
2015년 8월 30일, 로스앤젤레스 자택에서 뇌종양으로 향년 77세의 나이에 세상을 떠났다.

## 작품
- 왼편 마지막 집 (1972)
- 공포의 휴가길 (1977)
- 악령의 리사 (1981)
- 늪지의 괴물 (1982)
- 나이트메어 (1984)
- 공포의 휴가길 2 (1985)
- 컴퓨터 인간 (1986)
- 악령의 관 (1988)
- 영혼의 목걸이 (1989)
- 공포의 계단 (1991)
- 나이트메어 7: 뉴 나이트 메어 (1994)
- 브룩클린의 뱀파이어 (1995)
- 스크림 (1996)
- 스크림 2 (1997)
- 뮤직 오브 하트 (1999)
- 스크림 3 (2000)
- 커스드 (2005)
- 나이트 플라이트 (2005)
- 마이 소울 투 테이크 (2010)
- 스크림 4 (2011)